# Castillo de Argüeso
El castillo de San Vicente, más conocido como castillo de Argüeso, es una fortificación medieval del término municipal español de la Hermandad de Campoo de Suso, en el sur de Cantabria. Fue declarado bien de interés cultural en el año 1983. Se encuentra en lo alto de una loma, siendo fácilmente visible desde la carretera de acceso desde Paracuelles.

## Historia

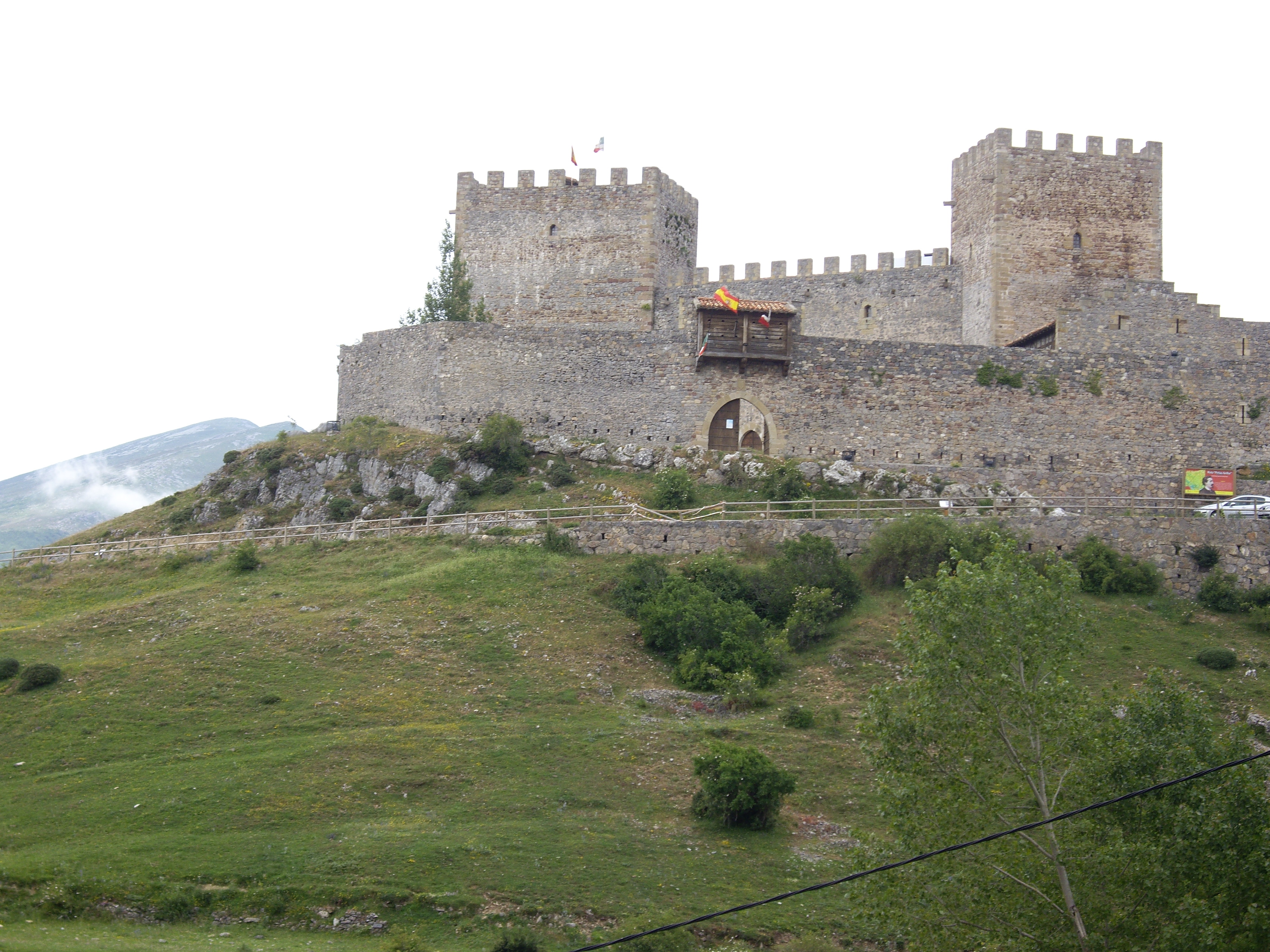
Vista del castillo de San Vicente de Argüeso sobre la loma.

En este pequeño cerro que queda en la parte occidental del pueblo de Argüeso hubo, con anterioridad al castillo, una ermita (siglo IX) bajo la advocación de San Vicente, así como una necrópolis altomedieval de los siglos IX y X, cuyos restos pueden verse en lo que es el patio de armas del castillo actual.
Las dos torres se cree que se alzaron durante los siglos XIII (la derecha) y XIV (la izquierda). Pertenecía a la Casa de la Vega, y en el siglo siguiente, por el matrimonio de doña Leonor de la Vega con Diego Hurtado de Mendoza, pasó al señorío de los Mendoza.
Ya en el siglo XV se añadió un cuerpo que unió las dos torres y una muralla. En 1475 se creó el marquesado de Argüeso.
En la segunda mitad del siglo XX, concretamente en 1988, se inician los trabajos de restauración gracias a la colaboración del Gobierno Regional, siendo propiedad del Ayuntamiento de Hermandad de Campoo de Suso desde que se lo donara su última propietaria, Teresa Rábago García, en el año 1962. Al año siguiente, en septiembre de 1963, por el entonces Ministerio de Información y Turismo se elaboró un estudio de viabilidad dirigido por Jesús Valverde, arquitecto Jefe de su Servicio de Arquitectura, para convertir el castillo en un Parador Nacional de Turismo de tamaño pequeño, sólo once habitaciones, pero la iniciativa no prosperó finalmente.

## Visitas

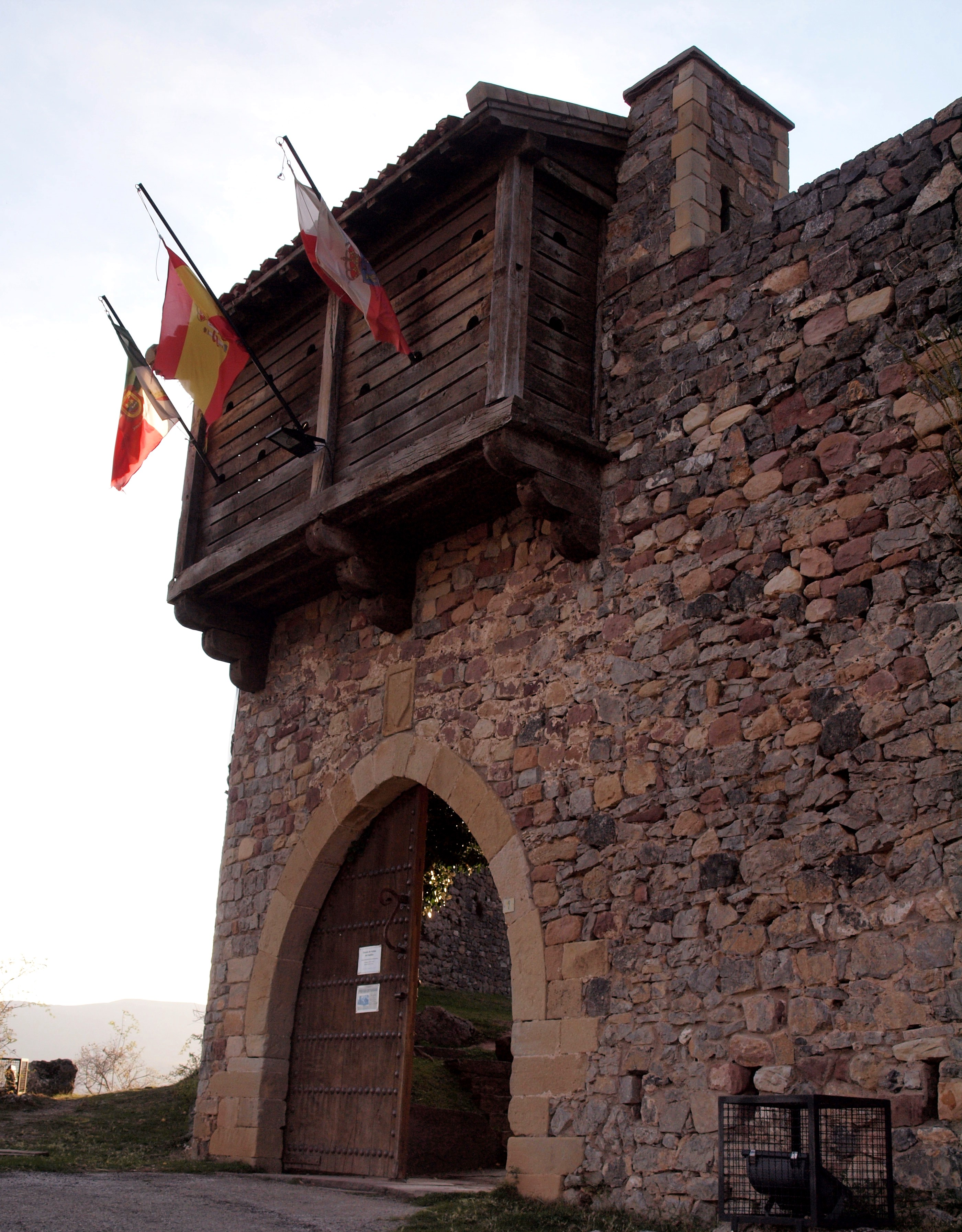
Reproducción de un cadalso en la puerta de entrada al castillo de Argüeso.

El castillo abrió sus puertas a las visitas en agosto de 1999, y desde entonces miles de personas se han acercado a conocer la fortaleza. Cabe destacar el trabajo sobre piedra y madera noble realizado de manera tradicional por artesanos de la zona, a las órdenes del Maestro de Obras Tomás Sobaler (Espinilla). Con los años, el castillo de San Vicente de Argüeso se ha convertido en uno de los principales focos culturales del sur de Cantabria, siendo sede de exposiciones temporales, conciertos, jornadas de recreación histórica (el primer fin de semana de julio), cursos e incluso bodas civiles. En el caso de visitas de grupos (colegios, asociaciones...) existe la posibilidad de concertar, con cita previa, una visita más completa que incluya talleres medievales.

### Precios
El precio de la entrada individual (a partir de 3 años) es de 2€ y el de la entrada reducida de 1,50€ (para grupos de más de 15 personas).

### Horario de visitas
- Del 1 de noviembre al 31 de marzo: de 10.30 a 14.00h y de 16.00 a 17.30h.
- Del 1 de abril al 31 de octubre: de 10.30 a 14.00h y de 16.00 a 18.30h.
- Del 16 de julio al 30 de agosto: de 10.30 A 14.00h y de 16.00 a 19.30h.

Abierto todos los días (excepto 1 y 6 de enero, 1 de mayo, 25 de diciembre y las tardes del 24 y 31 de diciembre).